# Halliluoto
Halliluoto (schwedisch: Gråsälsbådan) ist eine zu Finnland gehörende Schäre in der Ostsee südlich von Helsinki.
Die Schäre gehört zum Teilgebiet Aluemeri des Stadtteils Ulkosaaret der finnischen Hauptstadt Helsinki. Unmittelbar östlich von Halliluoto verläuft der Seeweg zum etwa 13 Kilometer nördlich gelegenen Hafen von Helsinki im Finnischen Meerbusen.
Die unbewohnte Insel erstreckt sich von Nordwesten nach Südosten über etwa 200 Meter bei einer Breite von bis zu 60 Metern und erhebt sich nur wenig über die Wasseroberfläche. Die felsige Insel ist weitgehend ohne Bewuchs und mit einem Leuchtfeuer sowie einem Bunker bebaut.

## Schiffsunglücke

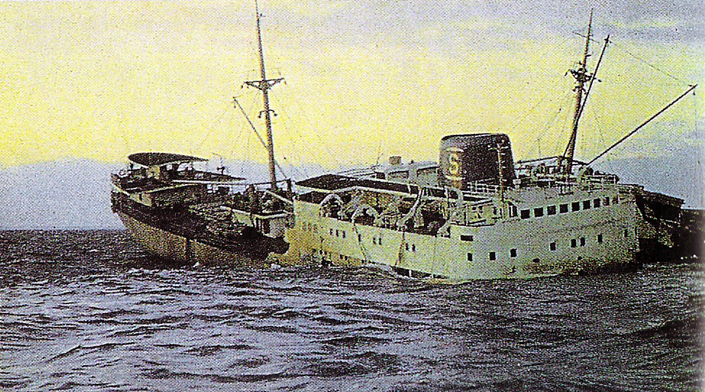
Wrack der MS Coolaroo

An der Insel kam es mehrfach zu Schiffsunglücken. Im Oktober 1882 lief die SS Porthan bei dichtem Nebel bei Halliluoto auf Grund. Zum Unglückszeitpunkt waren keine Passagiere an Bord. Die 17 Besatzungsmitglieder konnten gerettet werden. Während eines Schneesturms zu Weihnachten 1931 verunglückte die SS Orion der finnischen Reederei Effoa. Die Menschen wurden vom Patrouillenboot Aura geborgen oder konnten sich mittels Rettungsboot retten.
Am 27. Oktober 1961 lief der schwedische Frachter MS Coolaroo bei Halliluoto auf Grund. Etwa 20 Personen wurden nach kurzer Zeit gerettet. Die Besatzung und der Kapitän wurden einige Tage später evakuiert. Bemühungen das Schiff zu bergen schlugen fehl. Bei einem Sturm im Dezember 1961 zerbrach das Schiff in zwei Teile und sank. Teile wurden als Schrott geborgen. Die restlichen Teile des Wracks liegen in der Nähe der Insel auf dem Meeresgrund.